# عبد الدار بن قصي
هو عبد الدار بن قصي بن كلاب بن مرة بن كعب بن لؤي بن غالب بن فهر بن مالك بن النضر بن كنانة بن خزيمة بن مدركة بن إلياس بن مضر بن نزار بن معد بن عدنان.
عبد الدار بن قصي، أكبر أولاد قصي بن كلاب ، وأخملهم ذكراً، فأراد أبوه أن يبقي ذِكْرَه ويُلْحقه بإخوته، فأسند سدانة الكعبة التي هي حجابة الكعبة إليه، فأورثه مفتاح الكعبة. أمه حُبَّى بنت حليل الخزاعية،
وهي أم إخوته.

## ولده
1. عبد مناف ابن عبد الدار.
2. عثمان ابن عبد الدار. وفي ذريته سدانة الكعبة ، ويعرفون ببني شيبة، نسبة للصحابي شيبة بن عثمان الأوقص بن أبي طلحة عبد الله بن عثمان بن عبد الدار.
3. السباق ابن عبد الدار. وكانوا قد كثروا جداً؛ ثم بغوا بمكة، ففنوا وهلكوا إلا القليل، وصار بعض بني السباق في عك.
4. العوف ابن عبد الدار
  - الصحابي مصعب بن عمير العبدري القرشي.
  - الصحابية قتيلة بنت الحارث.
  - برة بنت عبد العزى جدة نبي الإسلام محمد لأمه.
  - النضر بن الحارث.